# Old Bailey

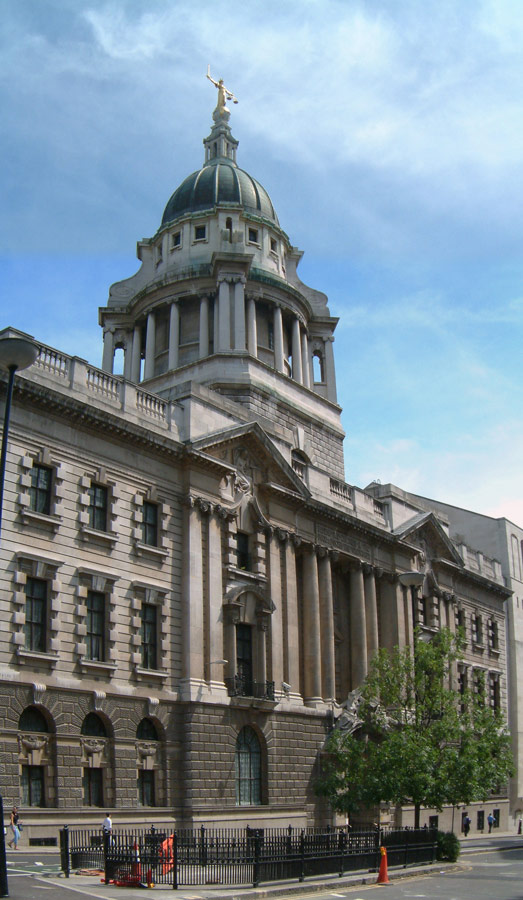
Englands centrala brottmålsdomstol, vanligen kallad Old Bailey efter gatan som den ligger på.

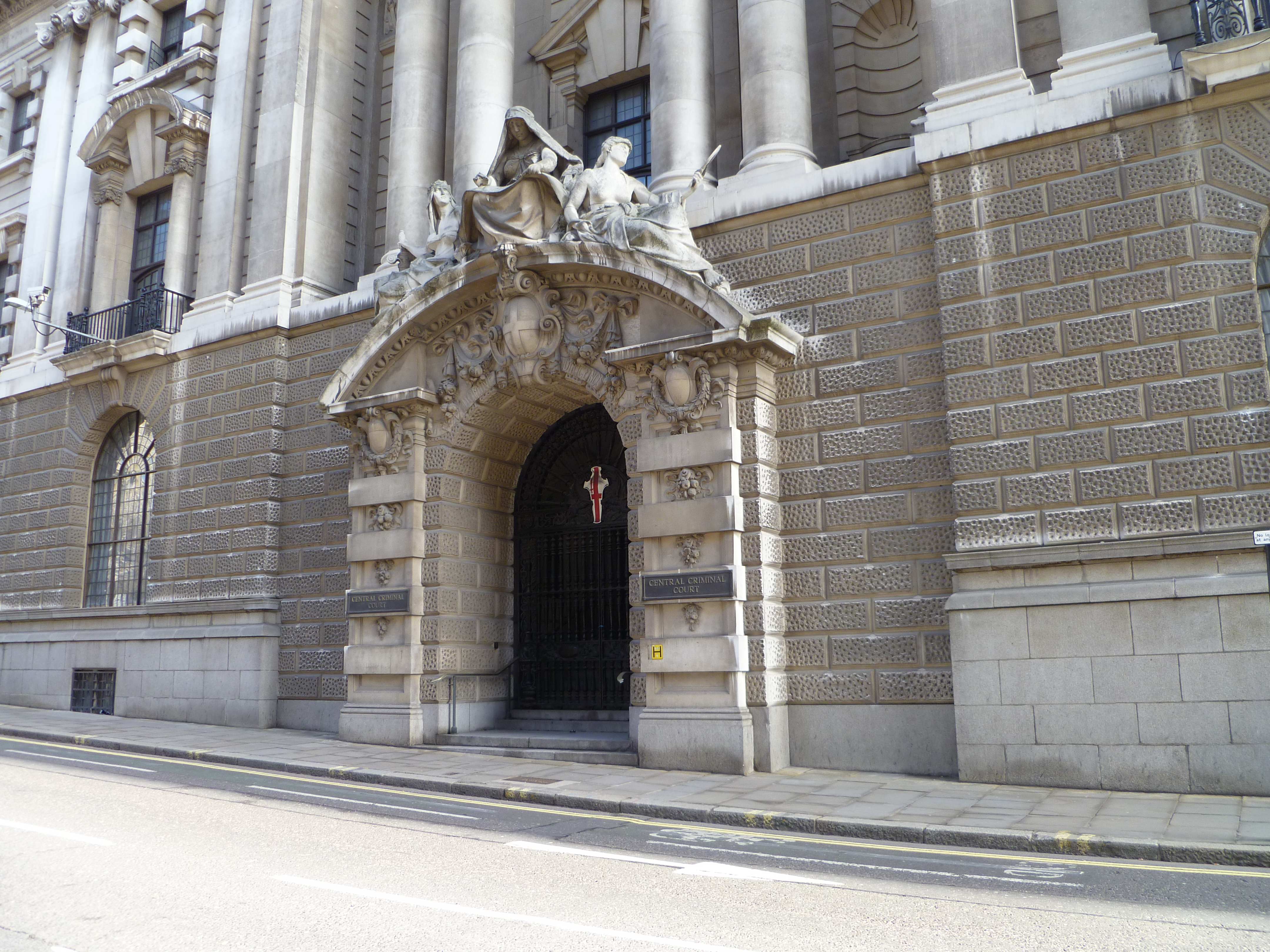
Entrédörren till Old Bailey.

Old Bailey, egentligen den centrala brottmålsdomstolen i England och Wales (engelska: Central Criminal Court of England and Wales), är en domstol i City of London och en av flera byggnader som hyser Crown Court. Delar av dagens byggnad står på den historiska platsen Newgate Prison på gatan Old Bailey som ligger längs den linje där London hade en befästningsmur, från Ludgate Hill till korsningen mellan Newgate Street och Holborn Viaduct.   
Crown Court, som en del av Central Criminal Court, hanterar brottmål för Storlondon och, i exceptionella fall, från andra delar av England och Wales. Rättegångar vid Old Bailey är liksom rättegångar vid andra domstolar i Storbritannien, öppna för allmänheten, men med mycket långtgående säkerhetsrutiner. 